# 蔵王連峰

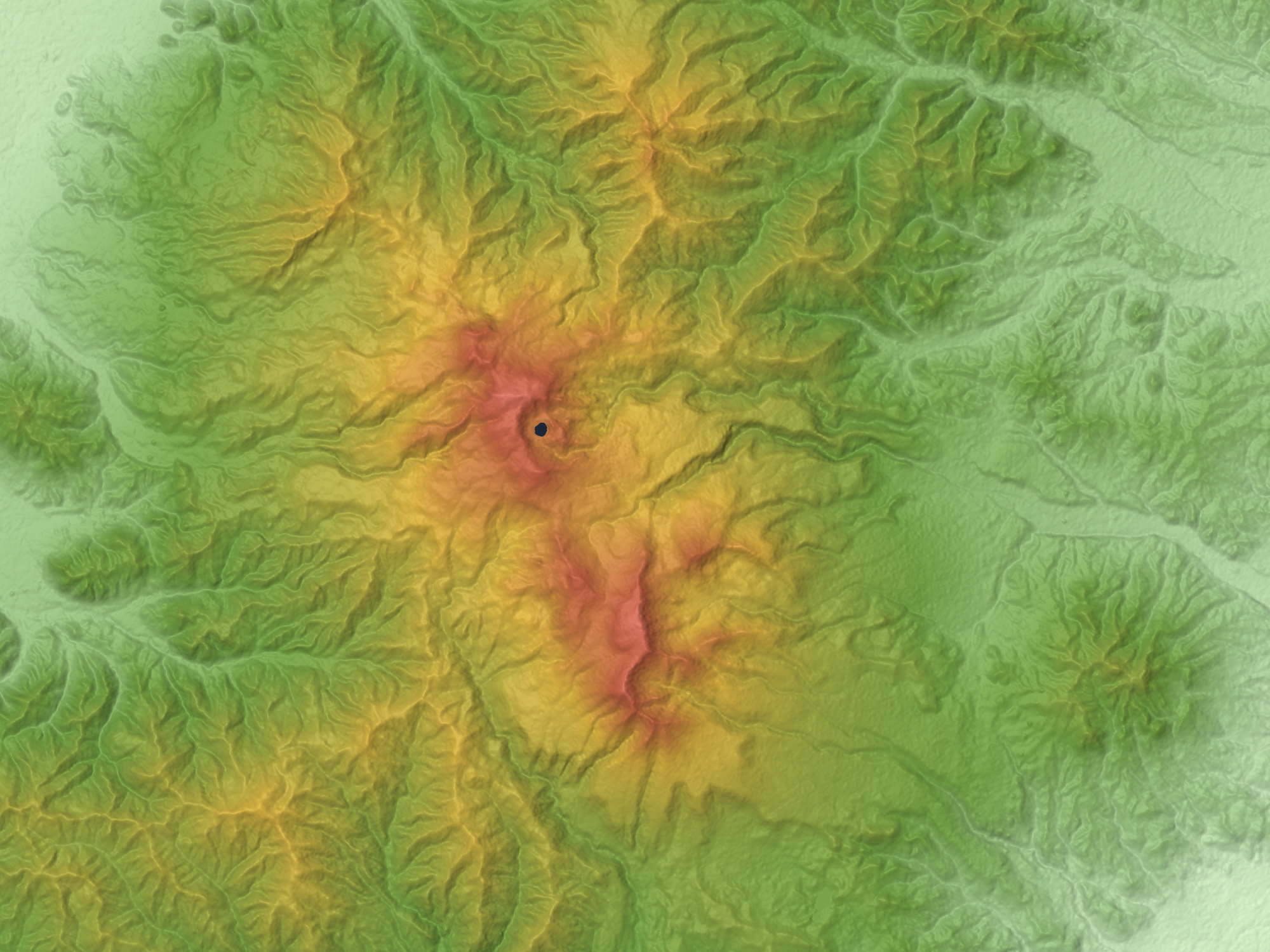
蔵王火山の火山体地形図

蔵王連峰（ざおうれんぽう）は、東北地方の中央を南北に連なる奥羽山脈の中にあって、宮城県と山形県の両県南部の県境に位置する連峰。奥羽山脈において時と場所を移しながら次々と繰り返された火山活動によって形成された複合火山群である。
玄武岩、安山岩の成層火山群の活火山であり、気象庁の常時観測火山に含まれている。火口湖である御釜や噴気口が見られる。裾野には温泉やスキー場があり、両県における主要観光地の1つである。

## 名称
蔵王連峰は山々の集まりの総称であり、蔵王山という単独峰があるわけではない。蔵王連峰の中で、宮城県側の部分が「宮城蔵王」、山形県側の部分が「山形蔵王」とも呼ばれる。また、蔵王連峰を北蔵王、南蔵王の二つに分ける区分や、御釜などがある部分を中央蔵王として、その東西南北を東蔵王、西蔵王、南蔵王、北蔵王の五つに区分する見方もある。
蔵王山の名称は、蔵王権現がこの山に祀られた事に由来する。
蔵王連峰は古くは刈田嶺、不忘山（わすれずのやま）と呼ばれた。刈田嶺の文献上の初出は平安時代の歴史書『続日本後紀』の承和11年8月17日の条である。不忘山は歌に見られる。平安時代の和歌集『古今和歌六帖』に「みちのくに あぶくまがはの あなたにや 人わすれずの 山はさかしき」という歌がある。また『枕草子』の第13段「山は」の部分にわすれずの山が表れる。ただし、歴史的な文献に表れる蔵王関係の山が現在のどの山に相当するのか、確定はしがたい。明治の初め頃の文献においても、蔵王嶽、不忘山、刈田嶽と表記の揺れが見られた。現在、不忘山と呼ばれる山は、かつては南森、御前岳と呼ばれていた。

### 蔵王山の読み方
1931年（昭和6年）、蔵王連峰がまたがる宮城県の柴田郡川崎村、刈田郡宮村、山形県の南村山郡堀田村および中川村の計4村が国土地理院に「蔵王山」の読み方を「ざおうざん」で申請して、これが表記登録された。
2015年（平成27年）4月より、火口周辺警報を報道するテレビやラジオにおいて「ざおうざん」と連日称呼されたことで、「ざおうさん」の読み方に親しんでいる人々から関係諸機関に対して問い合わせが相次いだ。山形県内8小中学校の校歌の歌詞はいずれも「ざおうさん」という読みで、地元住民には「ざおうさん」のほうがなじみが深いという意見もある。また、角川書店や平凡社の地名辞典でも「ざおうさん」と読みを付けている。2017年（平成29年）6月30日の山形市議会6月定例会の本会議において、「ざおうさん」に表記変更を求める意見書が賛成多数で可決された。ただし、「ざおうざん」と呼んでいる地域も一方にはあるとのことであり、同日時点で関係自治体の全てが表記変更に同意してはいない。

## 地理
蔵王連峰は宮城県白石市、七ヶ宿町、蔵王町、川崎町、山形県山形市、上山市の広範に跨っている。蔵王連峰の主峰として、山形県側の熊野岳（標高1,840メートル）、県境の刈田岳（1,758メートル）、宮城県側の屏風岳（1,825メートル）がある。これらの他に蔵王連峰を構成する主な山として、五色岳（1,672メートル）、杉ヶ峰（1,745メートル）、不忘山（1,705メートル）、名号峰（1,491メートル）、地蔵山（1,736メートル）、三宝荒神山（1,703メートル）、瀧山（1,362メートル）、雁戸山（1,484メートル）、鳥兜山（1,387メートル）、横倉山（1,152メートル）、青麻山（799メートル）、後烏帽子岳（1,681メートル）、前烏帽子岳（1,432メートル）、馬ノ神岳（1,551メートル）がある。熊野岳から刈田岳の間の尾根は馬の背と呼ばれる。これらの多くの山々は、北東から南西方向へ、または北西から南東方向へ連なっている。両者はさながらアルファベットの文字「X」を描くように馬の背付近で交差している。このうち、北東から南西方向に連なる山々が宮城県と山形県の県境であり、日本列島における中央分水界である。北西から南東に連なる山々は両県にそれぞれ飛び出している部分である。蔵王連峰から流れ出る河川として三途川がある。三途川は蔵王連峰の宮城県側の中腹にある高原「賽の河原（賽の磧）」を通る。
火山活動によってできた蔵王連峰の地形は多様である。蔵王連峰の東側には火口湖を源とする不帰の滝や、振子滝、地藏の滝、不動滝、日本の滝百選の一つである三階の滝がある。また、火山活動の恩恵である温泉がいくつかある。山形県側に蔵王温泉があり、宮城県側には峩々温泉、青根温泉、遠刈田温泉がある。古くは高湯と呼ばれた山形の蔵王温泉は強酸性の泉質が特徴である。開湯伝説によると、東征した日本武尊に従った吉備多賀由によってこの温泉が発見され、多賀由温泉から転じて高湯と呼ばれるようになったという。この他に、宮城県側の渓谷の中にかもしか温泉という野湯がある。
蔵王連峰で見られる植物としては、コマクサ、ミネズオウ、ガンコウラン、ハイマツ、ヒメコマツが挙げられる。オオシラビソは過冷却水滴の吹き付けによって樹氷となる。また、カモシカ、イタチ、ツキノワグマなどの動物が生息する。
蔵王はかつて修験道の場であり、その為に蔵王権現が祀られた。これに起源を持つ刈田嶺神社が刈田岳の山頂に鎮座し、またこれに対をなす刈田嶺神社が蔵王の山麓にある。山頂の神社が奥宮、山麓の神社が里宮と呼ばれていて、この二つの神社の間で季節に伴う遷座が行われている。さらにこれとは別に刈田嶺神社 (蔵王町宮)もある。また、熊野岳の山頂には蔵王山神社がある。
蔵王の山々の中にある施設としては、すみかわスノーパーク、えぼしリゾート、セントメリースキー場、みやぎ蔵王白石スキー場、山形蔵王温泉スキー場、蔵王坊平ライザワールドスキー場、蔵王猿倉スキー場、蔵王坊平アスリートヴィレッジがある。
また、蔵王連峰とその周辺は蔵王国定公園に指定されている。その範囲はおおよそ南側の不忘山から北側の面白山までに及び、長老湖や山寺として有名な立石寺がこれに含まれている。面積は約400平方キロメートルである。

## 火山活動
蔵王連峰の山々は火山群である。ただし、山体すべてが火山噴出物でできているわけではなく、隆起によって形成されていた奥羽山脈の上に後世の火山活動による噴出で形成された上げ底のような構造となっている。
御釜がある蔵王の中央部と、瀧山のある北西部、屏風岳のある南部の三つの火山帯に区分され、それぞれが爆裂火口を持っている。このうち、北西の瀧山と南の屏風岳の火山活動は有史以前のものである。有史以降は御釜がある蔵王の中央部が火山活動の中心となっている。

### 火山活動史
約100万年から70万年前には海底火山であったと考えられ、玄武岩質マグマの活動が水中で起こった。その後の30万年間ほどは休止期だった。
約40万年から10万年前には安山岩質の溶岩流を伴う活動に変化し、現在の山容の骨格となる山体の上部を成す熊野岳、刈田岳などを形成した。約7万年前には30億立方キロメートルの大規模な山体崩壊を起こし酢川泥流を生じた。
約3万年前に山頂部に直径2キロメートル程度のカルデラを形成し、同時に爆発的な活動を伴った様式に変わり現在まで続いている。五色岳は約3万年前以降の活動で生じたカルデラの中に生じた後カルデラ火砕丘で、火口湖の御釜は約2000年前から活動を続けている。被害を伴う噴火は御釜の内外で発生し火山泥流を発生することが多い。
約3万年前に始まり現在まで継続する活動期は、約2万年前まで、約8000年から3000年前、約2000年前以降に3分される。約8000年から3000年前には休止期を挟みながら107立方キロメートル程度の噴出量のマグマ噴火が断続した。約2000年前以降の噴火は、規模は106〜107立方キロメートル程度と以前の活動期よりも規模がやや小さいが、頻度は以前より多い。
蔵王の火山活動について、文献に残る最も古い記録は『吾妻鑑』に記されている1230年の噴火である。14世紀から17世紀にかけての記録は無いが、活動が全くなかったとは考えにくいとする研究者もいる。以下に主な活動を示す。
- 773年（宝亀4年） 噴火 噴火場所は刈田岳？
- 8 - 13世紀のいずれか 中規模:水蒸気噴火？→マグマ噴火 火砕物降下。噴火場所は五色岳。複数回噴火。
- 1183年（寿永2年） 噴火 噴火場所は五色岳（御釜）。
- 1227年（安貞元年） 噴火 火砕物降下。
- 1230年（寛喜2年） 噴火 火砕物降下。噴石により人畜に被害多数。
- 1331-1333年（元弘元-元弘3年） 噴煙？ 詳細不明。
- 1350年頃（観応年間） 噴煙？ 詳細不明。
- 1620年(元和6年)、1622年（元和8年）、1623-1624年（元和9年〜寛永元年） 噴火、火砕物降下。鳴動、噴石、降灰。
- 1630年（寛永7年）、1641年（寛永18年）、1668年（寛文8年）、1669年（寛文9年）、1670年（寛文10年）に噴火。
- 1694年（元禄7年） 5月29日 中規模：水蒸気噴火？噴火場所は五色岳（御釜）？神社焼失。8月30日地震、河川毒水化、川魚死ぬ。火山泥流。1625-1694年の活動で御釜が形成された。
- 1794年（寛政6年） 水蒸気噴火。火砕物降下。噴火場所は五色岳（御釜南東に9つの火口生成）。
- 1796年（寛政8年）、1804年（文化元年）、1806年（文化3年）、1809年（文化6年）、1821年（文政3年）、1822年（文政4年）、1830年（天保元年）、1831年（天保2年）、1833年（天保4年）に噴火。1809年、1831-1833年は火山泥流を生じた。
- 1867年（慶応3年） 水蒸気噴火？。噴火場所は五色岳（御釜）？鳴動、御釜沸騰、硫黄混じりの泥水が増水し、洪水を起こし死者3名。
- 1873年（明治6年）、1894年（明治27年）に噴火。
- 1894-1895年（明治28年） 小規模：水蒸気噴火。火山泥流、火砕物降下 噴火場所は五色岳（御釜）。2月15日に爆発し、鳴動、白煙。御釜沸騰し、川魚被害。2月19日、3月22日、8月22日、9月27-28日にも噴火。
- 1896年（明治29年） 3月8日、噴煙。8月、御釜にて水蒸気上昇。9月1日、御釜の水氾濫。
- 1897年（明治30年） 1月14日 噴煙、鳴動。
- 1918年（大正7年） 御釜沸騰。
- 1940年（昭和15年） 4月16日 小規模：水蒸気噴火。火砕物降下。噴火場所は御釜北東鳥地獄。新噴気孔生成。

以降は、顕著な火砕物降下を伴う活動はなくなり噴気、鳴動群発地震、火山性微動、低周波地震、が断続的に続いている。
- 2015年（平成27年）
  - 4月13日 仙台管区気象台は火山性地震が増えていることから噴火警戒レベルを1「平常」（当時の呼称）から2「火口周辺規制」に引き上げた[15]。
  - 6月16日9時 噴火警戒レベルが2「火口周辺規制」から1「活火山であることに留意」に引き下げられた[16]。
  - 11月30日5時33分 坊平観測点で地下の熱水などの動きを示すと考えられる火山性微動が14分余り観測され、気象台は「直ちに噴火に結び付くものではない」としつつ、「長期的には火山活動がやや高まった状態にある」とした[17]。
- 2018年（平成30年）
  - 1月28日から火山性微動が観測され、山頂の南方向が隆起。1月30日に噴火警戒レベルを1から2に引き上げた[18]。3月6日に1に引き下げ[19]。

### 観測体制
蔵王連峰は24時間常時観測対象火山である。2010年（平成22年）以降、気象庁により坊平に地震計、空震計、傾斜計、GNSS観測機器を上山金谷と遠刈田温泉に望遠カメラが設置されている。また、東北大学により、1992年以降、地震観測などが行われている。また、宮城県と山形県により、噴火と御釜からの火山泥流、降灰後の土石流などの発生を想定し防災ハザードマップが作成されている。

## 歴史

名称の由来となった、刈田岳山頂の刈田嶺神社・奥宮

蔵王周辺では数万年前の旧石器時代には人々が定住していた。 
また、蔵王連峰はかつて修験道の地だった。天武天皇の時代に、修験道の開祖役小角（役行者）の叔父に当たる行願が、大和国吉野の金峯山から現在の蔵王の山頂に蔵王権現を分祀して修験の地としたと伝わる。あるいは、刈田嶺神社の社伝によれば、白鳳8年（679年）、役小角が大和国の吉野山から蔵王権現を不忘山に奉還し、周辺の奥羽山脈を修験道の修行の場としたとも言われる。
1694年、蔵王山の噴火が続き、仙台藩主の伊達氏が蔵王権現社を熊野岳から刈田岳に移した。
1872年、明治新政府によって修験宗が禁止され、蔵王権現社は刈田嶺神社となる。
近代においては、山形県出身の歌人である斎藤茂吉が蔵王山を愛した。斎藤は「みちのくに生まれしわれは親しみぬ蔵王のやま鳥海のやま」と歌を詠んでいる。
山麓の蔵王温泉は最上高湯と呼ばれる古い歴史をもつ温泉で、1855年（安政2年）の『東講商人鑑』には「羽州村山郡最上高湯温泉之図」が掲載されている。
太平洋戦争中の1945年（昭和20年）3月10日、アメリカ軍の爆撃機B29が3機、続けて不忘山に墜落し搭乗員全員が死亡する事故が起きた。この事故から16年後に山頂付近に追悼碑が建立された。戦後、宮城県側の蔵王高原に引揚者が入植し、山を切り開いて酪農地帯に変えた。
1950年（昭和25年）に可憐なコマクサが咲く山として、蔵王山は新日本観光地百選の山岳部門第1位に選ばれた。1962年（昭和37年）には蔵王連峰を横断する道路「蔵王エコーライン」が日本道路公団によって建設された。これは当初は舗装されていない有料道路であり、建設費は4億900万円だった。また、1965年（昭和40年）に蔵王エコーラインから分岐して刈田岳へ向かう「蔵王ハイライン」が仙南交通（現在の宮城交通）によって建設された。この建設費は1億1000万円だった。蔵王エコーラインは1967年（昭和42年）にアスファルト舗装の道路となり、昭和末期に無料化される。この間、1963年（昭和38年）に蔵王連峰一帯が蔵王国定公園に指定されている。
近年、蔵王の酪農については牛乳の消費量低下と価格の底割れで一次産品中心の経営が不安定化しているため、蔵王ブランドの乳製品や肉製品などの二次産品開発が進められている。さらに、それらの二次産品を用いたレストランも増えている。また、牧場を観光牧場化して野外コンサートを誘致したり、キャンプサイト化したりもしている。その他、公衆温泉の改築、蕎麦の特産化など、日帰り客向けの観光開発が進められている。
2007年（平成19年）には、「蔵王火山」が日本の地質百選に選定された。

## 観光

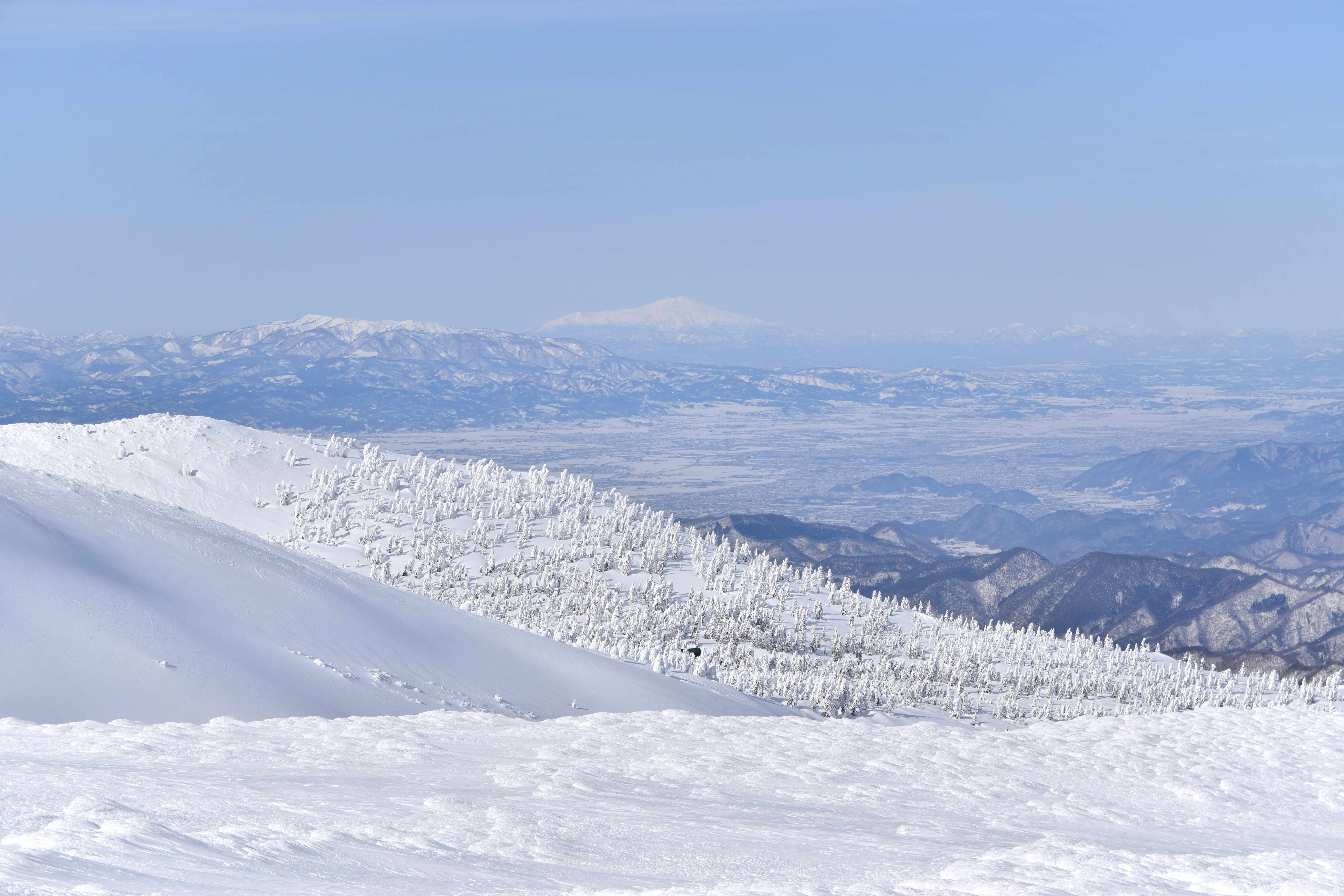
冬の蔵王連峰の熊野岳から山形盆地周辺の風景

南東北の山岳観光地としては、近接する福島県の裏磐梯と観光コンテンツがやや似通っており、場合によっては競合関係にある。
南東北主要都市圏の内、仙台都市圏は夏季にあまり暑くならないため避暑の需要は少ないが、他の山形都市圏・福島都市圏・郡山都市圏などはフェーン現象で高温となるため、避暑需要がある。避暑地としては、バブル景気期に高級化したホテルやペンションまたは別荘地が多く、また、湖や温泉がある裏磐梯の人気が強く、宿泊もする者も多いため客単価が高い。一方、蔵王は仙台から近いため、日帰り客を中心としており、夏季の客単価増が課題となっている。
秋季は、蔵王温泉、蔵王エコーライン沿い、三階の滝、長老湖などで紅葉が楽しめる。しかし、紅葉ポイントが分散し公共交通アクセスに難があるうえ、宮城県側では鳴子峡が最も有名な紅葉スポットであるため、蔵王では、新蕎麦などの秋の味覚との組合せで集客を図っている。
蔵王連峰はスキーゲレンデが密集する巨大なスノーリゾートとなっている（山形蔵王温泉スキー場を参照）。また、世界的にも珍しい樹氷ができる。スキーや樹氷見物は山形県側の蔵王温泉スキー場が著名で、蔵王樹氷祭りなどのスキーゲレンデを利用したイベントが行われる。宮城県側においては、冬季に雪上車による観光ツアーを行っており、こちらでも樹氷を見学できる。巨大なスキー場群と温泉がセットになっている山形蔵王が人気であるが、仙台との交通の便が良くなったため、宿泊客より日帰り客の比重が高くなり、客単価が下がっている。日帰りでは仙台からは宮城蔵王の方が近いため、ナイタースキーでは宮城蔵王の方が競争力がある。また、宮城県側では、山形に比べて個々のスキー場が小さいため、スノーボードに特化した経営やファミリー層向けのそり用ゲレンデを設定するなどの焦点を絞った小回りの利く経営がなされている。山形蔵王は、スキーヤーやスノーボーダー、樹氷見物など多くのユーザーのニーズに応える広大な規模を誇る。標高が高く約800メートルから1,400メートルにゲレンデがあるため、暖冬の年でもすべてのゲレンデが滑走不可になることはまずない。2006年から2007年にかけてのシーズンにおいても全国的な暖冬で新潟、長野周辺のスキー場が苦戦する中、蔵王は豊富な積雪に恵まれたためにツアー客が流れ、バブル経済崩壊以降減り続けていたスキーシーズンの入り込み数が久々に前年を上回った。「樹氷原コース」や「横倉の壁」を初めとした多様なコースと温泉・郷土料理などは、スキー熱が高まりつつある韓国では受け入れられ、毎年韓国人スキーヤーが増加している。そのため、ソウル・仁川国際空港便が毎日往復している仙台空港と山形蔵王との間に直行スキーバスを運行し、韓国での営業に力を入れている。今後は、従来からの地元・仙台・首都圏に加え、仙台空港の定期路線がある韓国および台湾、そして、北海道で集客が見られるオーストラリアやタイ王国もターゲットに入れた営業が進められる。

## 登山・トレッキング
日本百名山・東北百名山に認定されている為、夏場は登山客が多い。山頂の火口湖である御釜（五色沼）や地蔵岳を巡る登山コース、いろは沼やドッコ沼など高山植物の群生地をめぐるトレッキングコースなど散策路が充実している。

### 登山モデルコース
- 蔵王温泉バスターミナル－蔵王ロープウェイ山麓線・山頂線－地蔵岳－熊野岳－御釜－刈田岳

　　　コースタイム約1時間30分
- 蔵王エコーライン－刈田岳－御釜－熊野岳－地蔵山－鳥兜－蔵王中央ロープウェイ－蔵王温泉バスターミナル

　　　コースタイム約2時間45分

### トレッキングモデルコース
- 蔵王ロープウェイ山頂線－樹氷高原駅－ユートピアリフト－観松平・いろは沼

　　徒歩 1キロメートル（約1時間）
- 蔵王ロープウェイ山頂線・山麓線－蔵王山麓駅－ミズバショウ群生地－鴫の谷地沼－斎藤茂吉歌碑－蔵王山麓駅

　　徒歩 2キロメートル（約1時間）

### 避難小屋

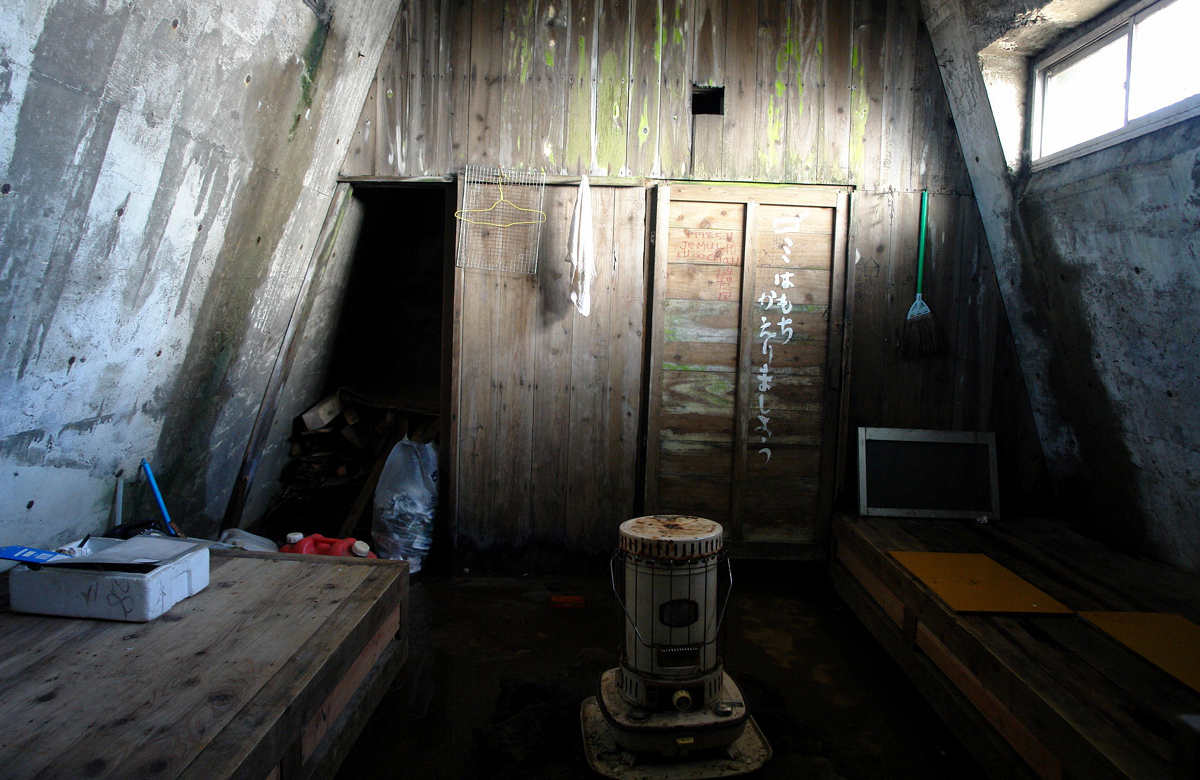
熊野岳避難小屋

- 熊野岳避難小屋
- 刈田岳避難小屋

### 蔵王山頂レストハウス
蔵王ハイライン(有料道路)終点。駐車場から徒歩5分ほどの所に位置する。

1階にトイレや土産屋、無料休憩所などがあり、2階にはレストランがある。

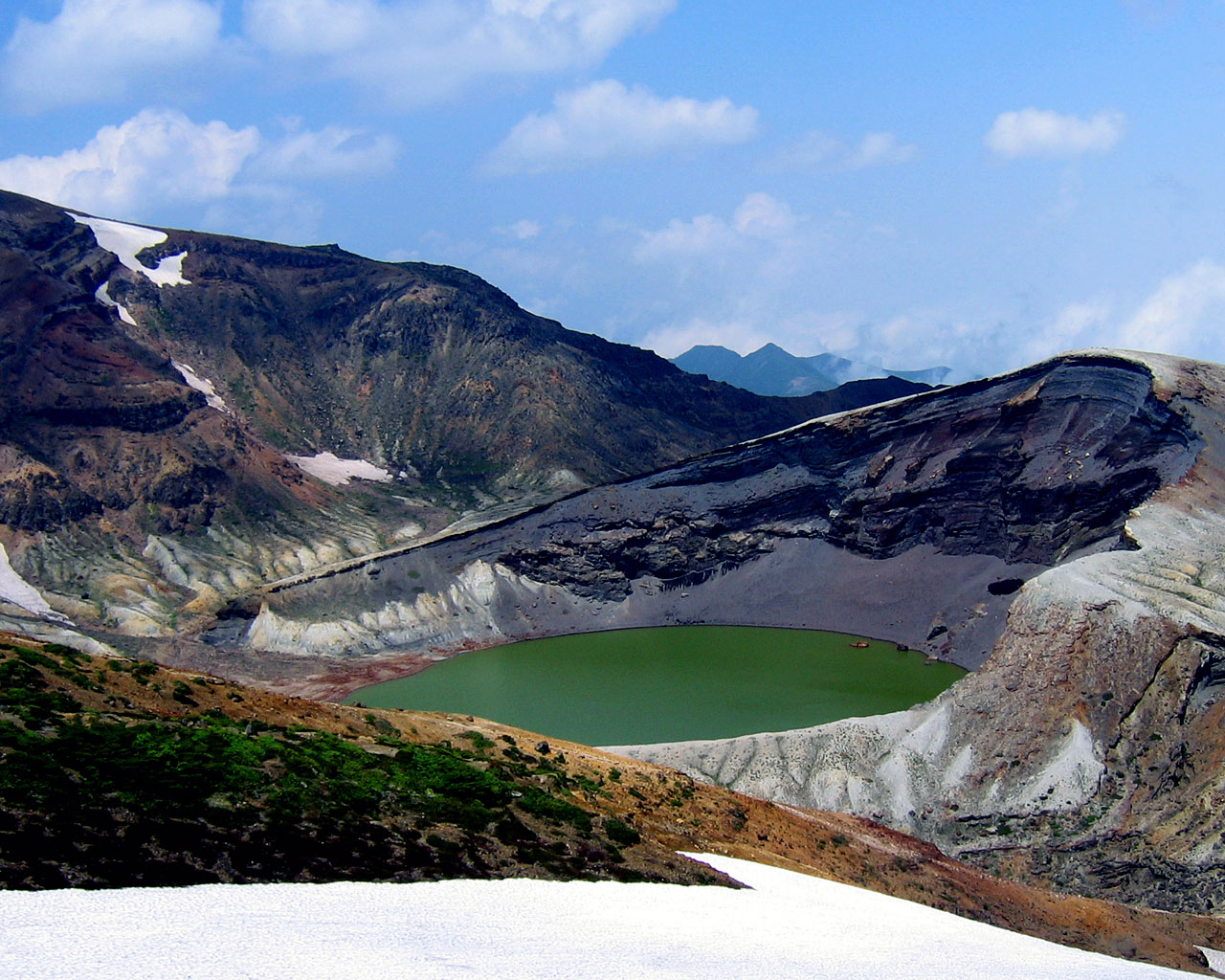
御釜（南部から）
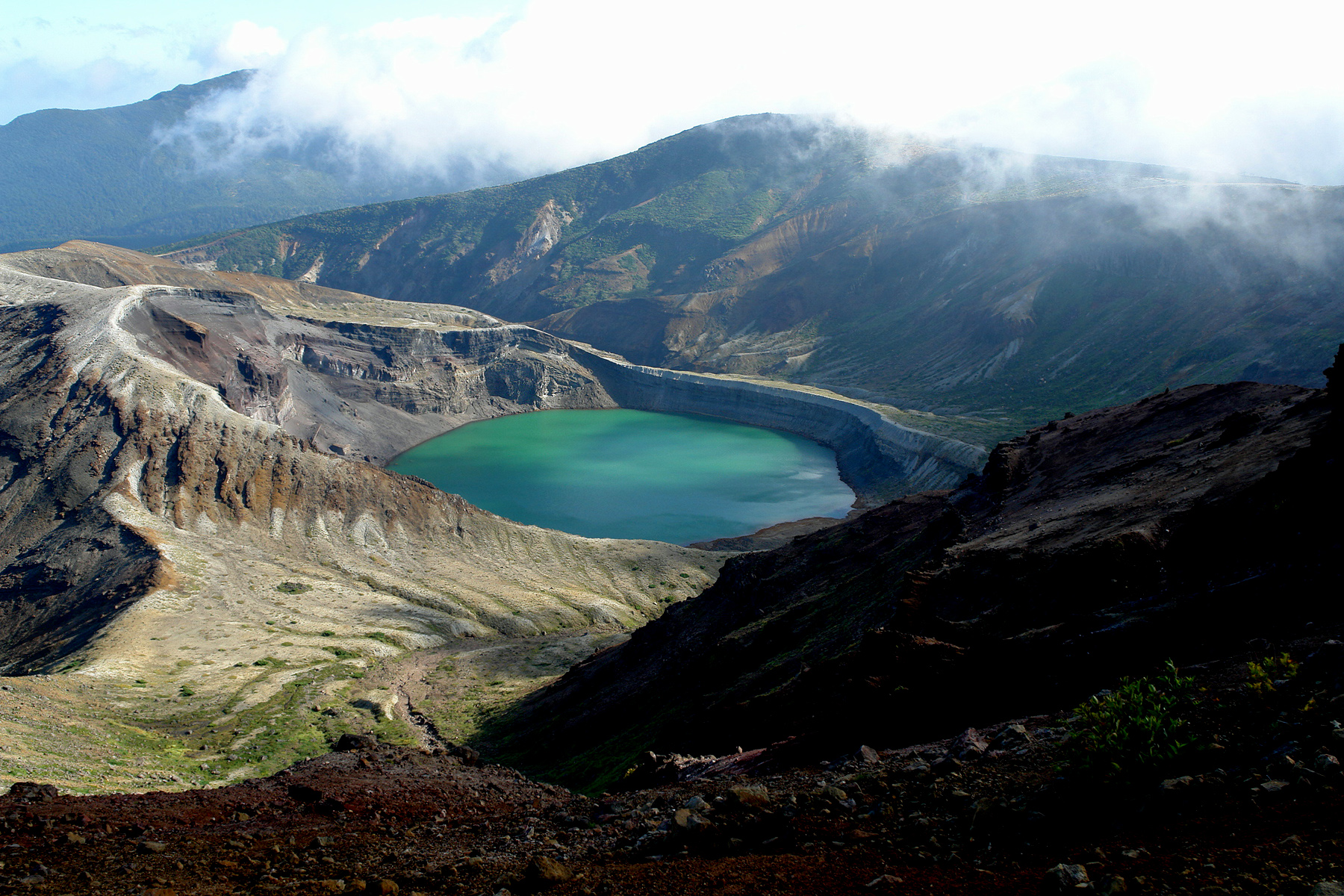
御釜（北部から）
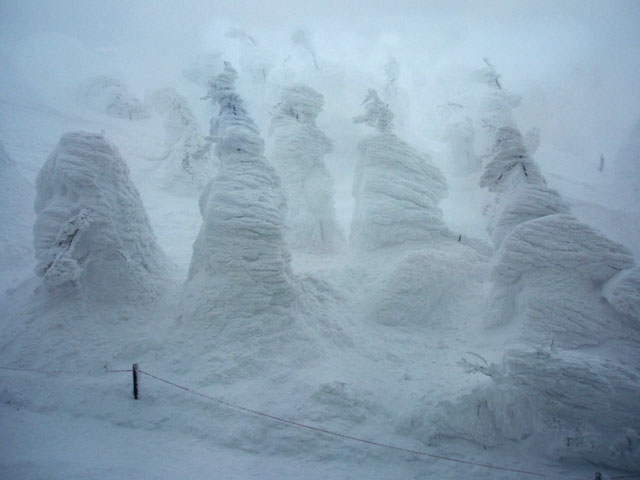
樹氷
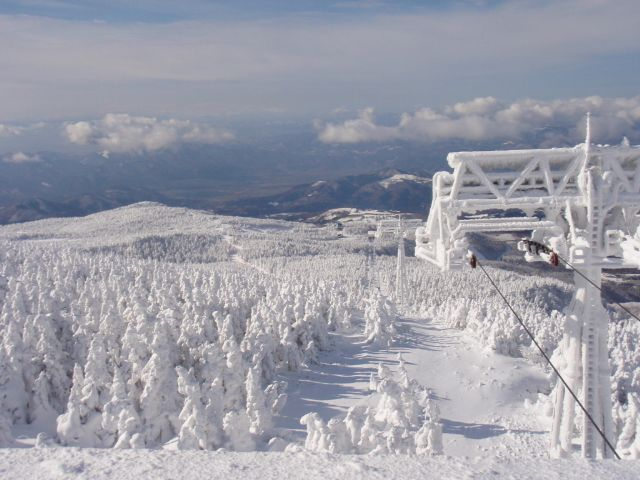
蔵王温泉スキー場（山形県）
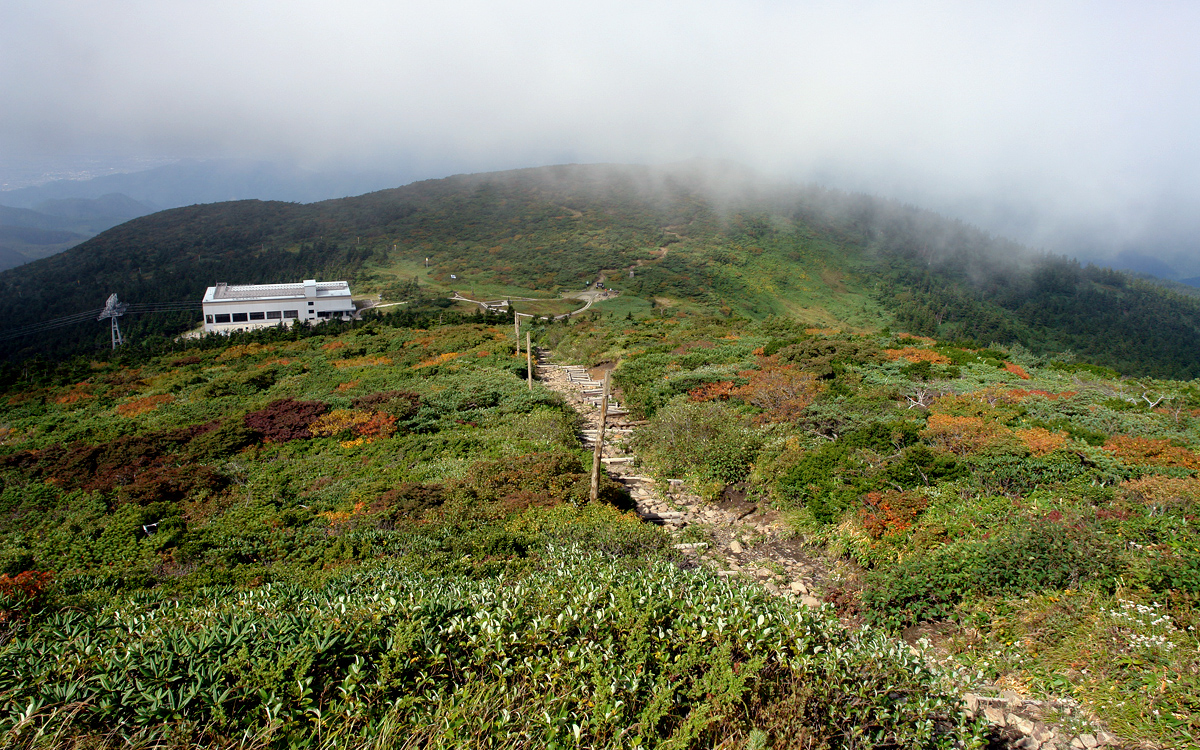
蔵王地蔵山頂駅
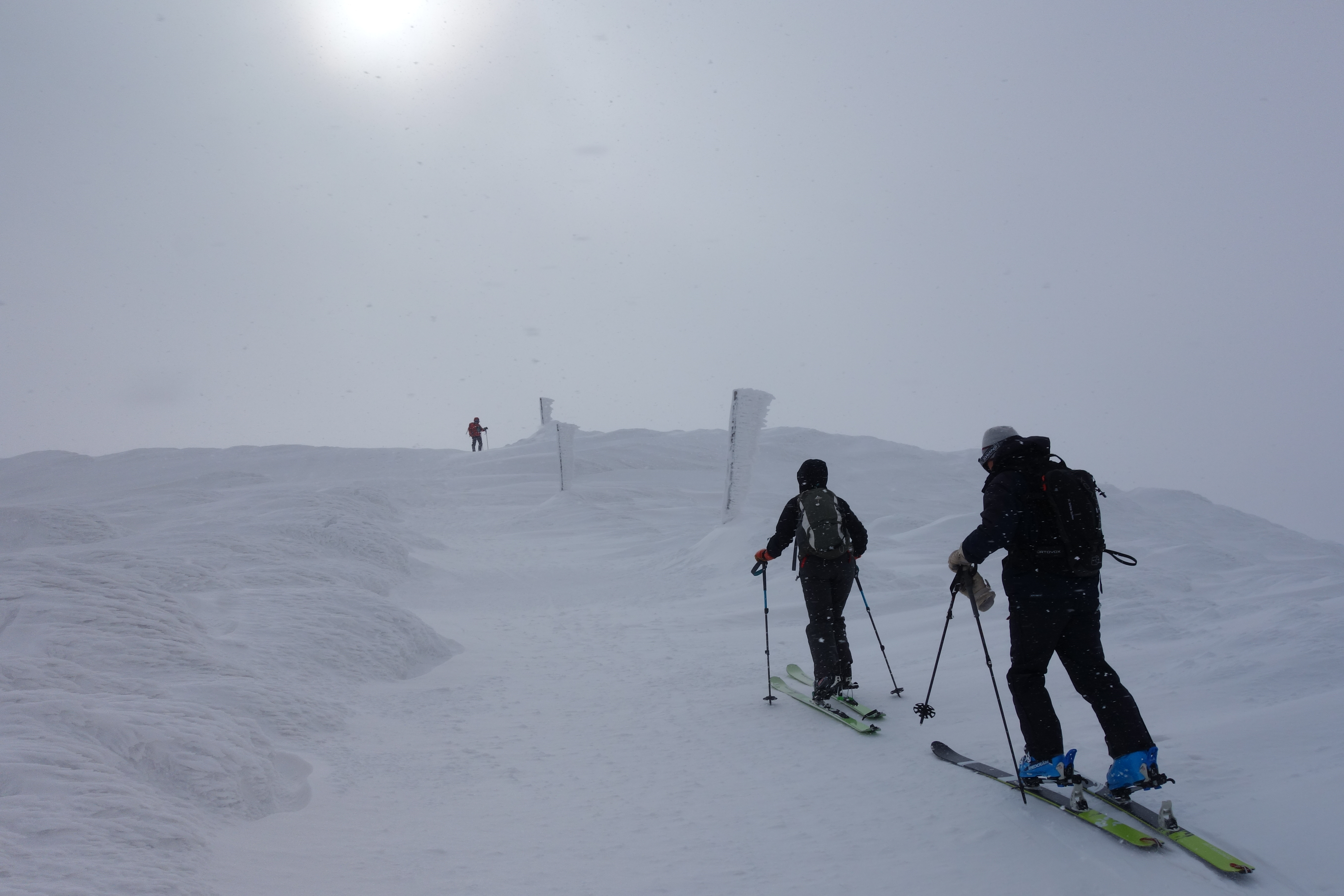
地蔵山直下
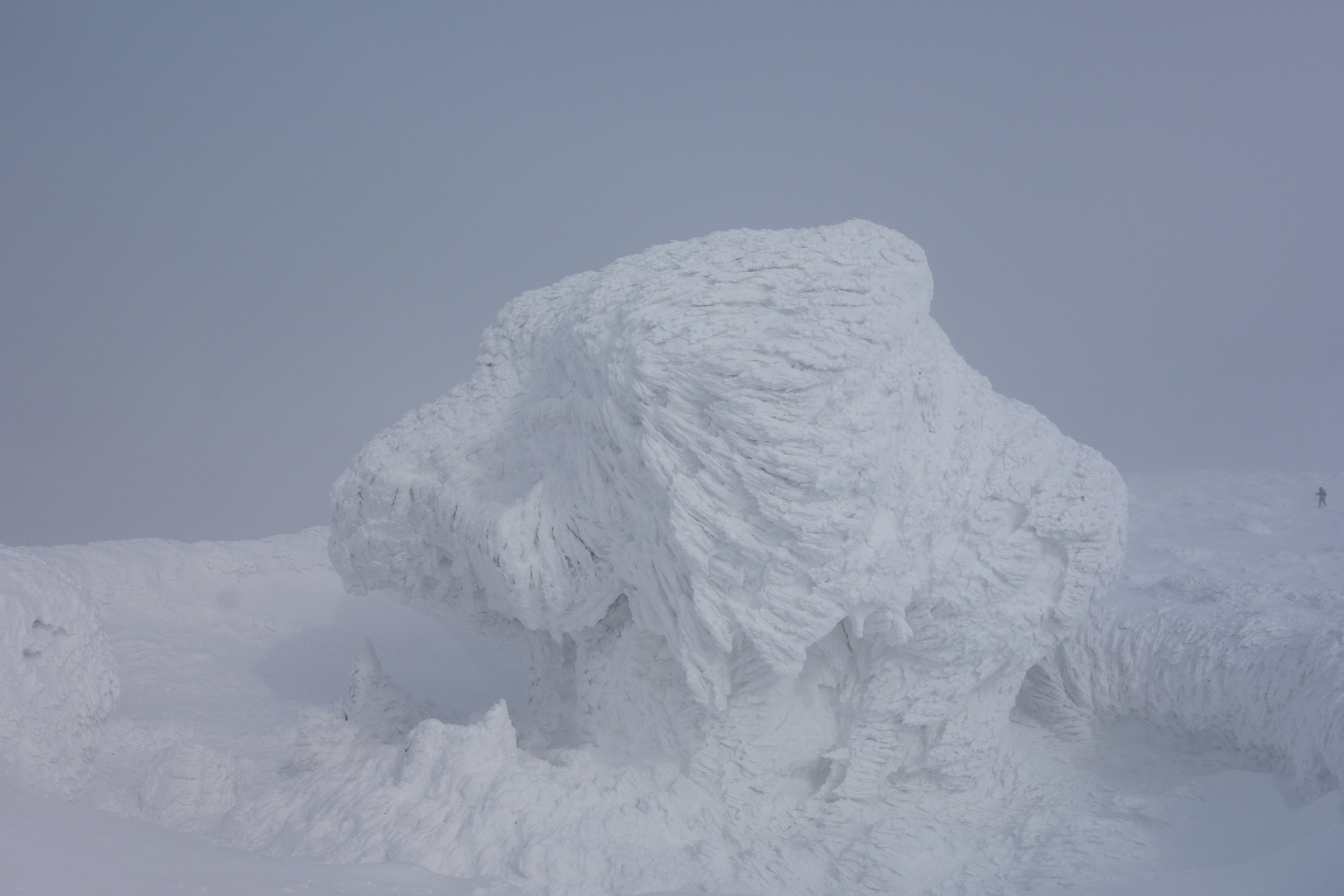
熊野岳の蔵王神社

## 交通
宮城県と山形県に跨る道路「蔵王エコーライン」が蔵王連峰を横断している。蔵王エコーラインは全長約26キロメートルの道路で、その最高標高地点は1,600メートルである。さらに蔵王エコーラインの途中から分岐して刈田岳に至る有料道路「蔵王ハイライン」がある。ただし、これらの道路は冬季に閉鎖される。
山形県側には蔵王山麓の温泉地から山頂までを結ぶロープウェイがある。蔵王ロープウェイの山麓線が蔵王山麓駅と樹氷高原駅を結び、山頂線が樹氷高原駅と蔵王地蔵山頂駅を結んでいる。この他に、蔵王中央ロープウェイが温泉駅と鳥兜駅の間で営業し、蔵王スカイケーブルが上の台駅と中央高原駅の間で運行している。
また蔵王温泉にはバスターミナルがあり、山形市内中心部を結ぶ路線バスがここに発着するほか、夏季に刈田岳山頂とを結ぶ路線バスが、冬季に仙台駅とを結ぶ臨時高速バスが発着する。